# Laurens Prins
Laurens Prins (in der englischen Variante Lawrence Prince, * vor 1659 in Amsterdam, Vereinigte Niederlande; † nach Februar 1717) war ein niederländischer Freibeuter und Bukanier. Er war an Henry Morgans Angriff auf Panama 1671 beteiligt.

## Biografie
Nachdem die Briten Jamaika im Jahr 1655 erobert hatten, sahen sie sich aufgrund schwerer Verluste gezwungen, freizügig Kaperbriefe auszustellen. Einer der ersten Freibeuter der jamaikanischen Kolonialregierung war der Niederländer Laurens Prins. Nachdem der britische Marineoffizier Christopher Myngs im Jahr 1659 mehrere spanische Kolonien geplündert hatte und danach nach Jamaika zurückgekehrt war, verkaufte er das zweitgrößte Schiff, das er dabei erbeutet hatte, an Prins. Dieser taufte sein neues Schiff auf den Namen Pearl.
Im Zuge des Englisch-Niederländischer Kriegs von 1665 bis 1667 kommandierte Prins die Fregatte des britischen Bukaniers Robert Searle und plünderte am 11. Februar 1665 die niederländische Insel Bonaire. Am 14. Februar erließ der Vizegouverneur Nieuw Nederlands daher einen Haftbefehl gegen Prins. Später kaufte Prins eine Plantage auf Jamaika. Im Spätfrühling 1670 plünderte Prins die kolumbianische Stadt Mompós. Am 17. August 1670 eroberte Prins das Fort San Carlos de Austria im heutigen Pensacola. Im September 1670 überfiel er Granada. Dabei nahm er Geiseln und verlangte von den spanischen Behörden 70.000 Pesos als Lösegeld. Am 29. Oktober 1670 kehrte er nach Jamaika zurück und erhielt aufgrund seiner unerlaubten Angriffe auf Hispanoamerika eine leichte Rüge vom damaligen Gouverneur Thomas Modyford. Danach trug dieser ihm auf, sich Henry Morgan anzuschließen.
Während Morgan sich auf den Angriff auf Panama vorbereitete, ernannte er Prins zu seinem zweiten Stellvertreter. Beim Angriff im Januar 1671 hatte Prins die aus 300 bis 500 Männern bestandene Vorhut angeführt, welche die spanische Armee an der linken Flanke angriff. Nachdem Prins einen Hügel an der spanischen Flanke erobert hatte, rückte Morgan vor. Ein spanischer Gegenangriff auf den von Prins gehaltenen Hügel schlug fehl.
Im April 1671 kehrte Prins nach Port Royal zurück. Dort wurde er vom neuen Gouverneur Thomas Lynch zum Stellvertreter des Vizegouverneurs ernannt. Ab 1672 besaß Prins mehrere Plantagen in der Liguanea-Ebene im heutigen Landkreis Saint Andrew Parish. Im Januar 1680 klagte ein Mann namens Samuel Long Prins beim neuen Gouverneur Charles Howard an. Er warf ihm vor, Piraten zu unterstützen.
Im Jahr 1717 kommandierte Prins das Sklavenschiff Whydah auf Handelsreisen an der Atlantikküste. Ende Februar wurde das Schiff von dem Piraten Samuel Bellamy in der Windward-Passage entdeckt. Nach dreitägiger Verfolgungsjagd gab Prins bei den Exuma-Inseln auf und übergab den Piraten das Schiff kampflos. Mehrere Tage lang verluden sie ihre Beute und die Bewaffnung von ihrem eigenen Schiff, der Sultana, auf die Whydah. Prins Besatzung wurde angeboten, sich den Piraten anzuschließen. Alle, die den Piraten nicht folgen wollten, wurden zusammen mit Prins auf der Sultana zurückgelassen.

## Trivia
Laurens Prins tritt als Antagonist im Videospiel Assassin’s Creed IV: Black Flag auf.